# 仁手村
仁手村（にってむら）は埼玉県の北部、児玉郡に属していた村。

## 地理
- 河川：利根川

## 歴史
- 1889年（明治22年）4月1日 - 町村制施行により、仁手村、上仁手村、下仁手村、久々宇村、田中村が合併し児玉郡仁手村が成立する。
- 1954年（昭和29年）7月1日 - 本庄町、藤田村、旭村、北泉村と合併し本庄市が発足。同日仁手村廃止。